# Tadeusz Płoski

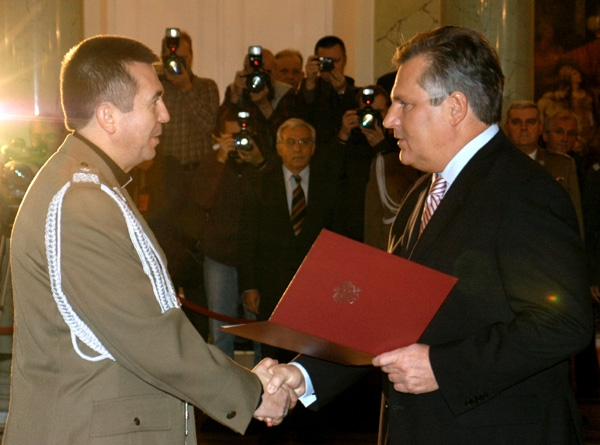
Ernennung zum Brigadegeneral durch den polnischen Präsidenten Aleksander Kwaśniewski (2004)

Tadeusz Stefan Płoski (* 9. März 1956 in Lidzbark Warmiński (Heilsberg), Ermland-Masuren, Polen; † 10. April 2010 in Smolensk, Russland) war römisch-katholischer Militärbischof der Polnischen Streitkräfte.

## Leben
Tadeusz Płoski trat 1976 dem Priesterseminar „Hosianum“ in Ermland bei. Nach seiner theologischen Ausbildung empfing er am 6. Juni 1982 die Priesterweihe durch Bischof Jan Obłąk und studierte von 1983 bis 1986 Kirchenrecht an der Katholischen Universität Lublin. 1993 wurde er an der Katholischen Akademie der Kardinal-Stefan-Wyszyński-Universität in Warschau mit einer Arbeit über die Bischöfe der Diözese Ermland in den Jahren 1957 bis 1971 zum Dr. iur. can. promoviert. An der Nikolaus-Kopernikus-Universität Thorn habilitierte er sich mit einer Schrift über die Seelsorge in der polnischen Armee. 1994 absolvierte er sein Postdoc an der polnischen Militärakademie „Akademia Obrony Narodowej“ und war anschließend Assistenz-Professor an der juristischen Fakultät der Universität Ermland-Masuren.
Papst Johannes Paul II. ernannte ihn am 16. Oktober 2004 zum Militärbischof der polnischen Streitkräfte. Die Bischofsweihe spendete ihm der Apostolische Nuntius in Polen, Erzbischof Józef Kowalczyk, am 30. Oktober 2004; Mitkonsekratoren waren sein Amtsvorgänger, Erzbischof Sławoj Leszek Głódź, und Edmund Piszcz, Erzbischof von Ermland. Sein Wahlspruch war Mane nobiscum Domine! („Bleibe bei uns, Herr!“).
2008 wurde er zum ordentlichen Universitätsprofessor an der Universität von Ermland und Masuren ernannt und übernahm die Leitung der Abteilung für Verwaltungsrecht und Verwaltungswissenschaften an der Fakultät für Recht und Verwaltung.
Płoski war Angehöriger der polnischen Streitkräfte seit 1992. 2006 erfolgte die Beförderung zum Divisionsgeneral der polnischen Streitkräfte.
Am 10. April 2010 gehörte Płoski zu einer polnischen Delegation um Staatspräsident Lech Kaczyński, die anlässlich des siebzigsten Jahrestages des Massakers von Katyn zur Gedenkstätte nach Russland reisen sollte. Bei einem Flugunfall der Delegation nahe dem Militärflugplatz Smolensk-Nord kam er jedoch gemeinsam mit weiteren hochrangigen Repräsentanten Polens ums Leben.
Neben zahlreichen Ehrungen wurde Płoski 2008 mit dem Orden Polonia Restituta, der zweithöchsten Auszeichnung der Polnischen Republik, geehrt. Zudem erhielt er das Silberne (1999) und das Goldene Kreuz des Verdienstkreuzes der Republik Polen (2007). Er war Mitglied des Sankt-Stanislaus-Ordens.
Postum wurde Płoski am 16. April 2010 das Komturkreuz des Ordens Polonia Restituta (Krzyż Komandorski Orderu Odrodzenia Polski) verliehen.